# Кобра Кай
„Кобра Кай“ е американски екшън-комедиен сериал на Netflix, базиран на филмовата поредица „Карате кид“. Създаден е от Джон Хурвиц и Джон Хилд. В главните роли са Ралф Мачио и Уилям Забка, които играят същите роли като в Карате кид. Сериите разкриват събитията, случили се 34 години след турнира по Карате в долината. Показва се също и гледната точка на Джони Лорънс (Уилям Забка), който след като решава да отвори отново карате доджото „Кобра Кай“ възстановява враждата си със своя стар опонент Даниел ЛаРусо (Ралф Мачио).
Първият сезон е пуснат през пролетта на 2018 г., а вторият – по същото време през 2019 г. в You Tube Premium. През лятото на 2020 г. официално стана сериал на Netflix, като си задържа на върха на класациите за над две седмици. В началото на 2021 г. излиза трети сезон, наличен само в Netflix, а през началото на 2022 и четвърти сезон, който удвоява героите и действието.

## Сюжет
Внимание:  Текстът по-долу разкрива сюжета на произведението (или части от него)!

### Сезон 1
След загубата си в карате турнира през 1984 г. Джони Лорънс не намира смисъл в живота си. Неговият съперник в колежа Даниел Ларусо е вече богат търговец на автомобили и живее в разкош. Всичко се променя обаче, когато в жилищната сграда на Джони се премества ново хлапе на име Мигел Диаз. Първоначално Джони го смята за обикновен загубеняк, но животът му се преобръща надолу с главата. Съвсем скоро Мигел бива нападнат от местните тийнейджъри и Джони се намесва в борбата. След като ги побеждава със своите карате умения, той печели уважението на Мигел. Детето го моли да го обучи в този спорт, за да може да се защитава и първоначално съседът му отказва. По-късно обаче, след травма на колата си, той е принуден да я откара при Даниел, когото мрази от сърце. ЛаРусо го унижава, припомняйки му, че го е победил. Джони, желаещ да отмъсти на своя стар враг, отваря доджото Кобра Кай, което бързо придобива популярност. Все повече нови и нови ученици се записват, въпреки че повечето не издържат на нестандартните методи на обучение там. Даниел от своя страна отвръща на удара, като тренира свои ученици и ги подготвя за същия турнир по карате, на който някога е бил шампион. Така двамата възвръщат кавгата помежду си, приготвяйки учениците си за великия сблъсък в турнира по карате.

### Сезон 2
Минава известно време след турнира по карате. Въпреки победата на Мигел в турнира, сенсеят се чувства зле, тъй като синът му е получил травма от нечестната игра на Кобра Кай и губи от ръката на Мигел. Точно когато никой не го очаква старият учител на Джони-Джон Крийз се завръща, след като е чул за доджото, и предлага помощта си в обучението на тийнейджърите. През това време Даниел почиства старото доджо на учителя си господин Мияги и го приготвя за повторна употреба. Сега двете доджота Кобра Кай и Мияги-До са в безкрайно съревнование, надпревара за власт и контрол над долината.

### Сезон 3
В премиерата на сезон 3, озаглавена „Aftermath“, ефектът на доминото от жестоката кавга между двете доджо се усеща от всички замесени, но не повече от семейството на Мигел, което безпомощно наблюдава как момчето прекарва няколко седмици на поддържане на живота. В съня си Мигел печели състезание по карате и след това се събужда в реалния свят. Но преди семейството му наистина да отпразнува, че той е излязъл от кома, лекарят на Мигел научава, че момчето не може да се чувства под глезените си.Мигел смята, че уроците на Джони за милосърдие в крайна сметка са го провалили по време на училищното сбиване. Но гневът и разочарованието му към неговия сенсей постепенно се изпаряват, докато Джони се посвещава на благополучието на Мигел. Той урежда пари за операцията на младия мъж и използва характерната грубост и твърда любов, за да помогне на Мигел да премине по пътя към пълно възстановяван.Междувременно, след като Мигел и Тори (Пейтън Лист) се разделят, той и Сам се сближават, което неизбежно води до дългоочаквано взаимодействие между Мигел и Даниел. Завършва с това, че и двамата осъзнават приликите между корените си.

## Персонажи (главни герои) и актьори
- Джони Лорънс (от 1 сезон-) / Уилям Забка

Джони Лорънс е един от главните персонажи, сенсей (карате учител) в Кобра Кай и тренер на Мигел Диаз. Също така той е баща на Роби Кийн и е разведен. Бивш ученик е на Джон Крийз-създателят на Кобра Кай. Учи на побой учениците си, докато не осъзнава тънката разлика между милост и чест. Мотото на доджото е STRIKE FIRST, STRIKE HARD, NO MERCY, което той научава от Крийз. Персонажът му се променя в продължение на сериала. Осъзнава, че заради лошия си учител, е напът да стане такъв. Опитва се да поправи това, което е внушил на учениците си, но за някои вече е късно.
- Даниел ЛаРусо (от 1 сезон-) / Ралф Мачио

Даниел ЛаРусо е бизнесмен на автомобили, създател на марката LARUSSO, както и шампион в турнира по карете за деца под 18 години. Той има съпруга на име Аманда, както и две деца-Саманта и Антъни. Неговият учител по карате, вече починалия господин Мияги, му липсва, тъй като приживе той му е давал морална подкрепа. След отварянето на Кобра Кай той прави всичко по силите си да го затвори, защото не иска учениците да стават като учителя си, който навремето го е нападал.
- Мигел Диаз (от 1 сезон-) / Холо Маридуена

Мигел Диаз е тийнейджър от испански произход, което се премества в жилищната сграда на Джони с майка си и баба си. Той е първият ученик на сенсей Лорънс, както и най-добрият. Влюбва в дъщерята на Даниел, което не се харесва нито на учителя му, нито на баща ѝ. Накрая на първия сезон Мигел побеждава в турнира по карате и става новия шампион. По-късно във втори сезон връзката му със Саманта се разпада, заради синът на Лорънс-Роби Кийн, но се влюбва в новото момиче, присъединило се към Кобра Кай-Тори. Въпреки това, Саманта никога не излиза от съзнанието му и той се опитва да си я върне, а искрата между тях е все още някъде там. Мигел значително се променя от новото хлапе до загубил любовта на живота си победител. Но той е един от малкото, които повярват в думите на сейнсея си, че да покажеш милост е различно от това да имаш чест.
- Роби Кийн (от 1 сезон-) / Танър Бюканън

Роби Кийн е тийнейджър и единствен син на сенсей Лорънс. След развода на родителите си, той се отчуждава от баща си, смятайки го за пияница и неудачник. Първоначално Роби е лошо момче, бяга от училище, дружи с наркомани и е крадец на дребно. Един ден обаче решава да се запиша на работа при Даниел, смятайки да открадне от него. Минава известно време и Роби осъзнава, че Даниел е добър човек, който не заслужава това. Спира да се среща с приятелите си и започва да дружи с ЛаРусо, като дори става първият му карате ученик и опонент на Мигел, както в турнира така и в любовта. Промяна можем да забележим и у Роби, а именно от хулиган до добро момче с баланс в живота. В края на втори сезон обаче всяко добро в него си заминава, щом научава, че Мигел и Саманта още се обичат. Ревността му го води към гибел.
- Саманта ЛаРусо (от 1 сезон-) / Мери Маузер

Саманта ЛаРусо е дъщеря на Даниел ЛаРусо, едно от богатите деца в училище и приятелка на Мигел, а по-късно и на Роби. Тя като малка се е обучавала на карате при баща си, а във втори сезон тренира заедно Роби в Мияги-До. Там се и влюбва в него. Има ключова роля в промяната на някои персонажи като Роби и Мигел.
- Тори (от 2 сезон-) / Пейтън Лист

Тори е нова ученичка в Кобра Кай, която и преди това е практикувала карате, и се появява за първи път във втори сезон. Тя е буйна, твърдоглава тийнейджърка, която не спазва никакви правила. Влюбва се в Мигел, след доста тренировки заедно, и се превръща в лошото момиче на сериала. Винаги се бие мръсно, без да има никаква чест и никаква милост.
- Илай/ Хоук (от 1 сезон-) / Джейкъб Бъртранд

Илай (по-нататък в сериала известен като Хоук) е загубеняк, зубър и дете с деформация на горната устна. Заради това той е обект на подигравки в училище. Решава да се присъедини към Кобра Кай заедно с Мигел, но дори там Лорънс му се подиграва, като му натяква, че ако иска това да спре, трябва да се промени. Това влиза навътре в съзнанието му, защото Илай си боядисва косата и си прави нестандартна прическа, с която спечелва уважението на всички в доджото. Оттогава нататък го наричат Хоук. Определено при него има доста промяна, тъй като след всички обиди и подигравки той се превръща в зверски настроен побойник и отмъстител.
- Аиша Робинсън от (от 1 сезон-) / Никол Браун

Аиша е още един пример за отбягван човек, превърнал се в каратист и всеобщ приятел. Тя е едро момиче, приятелка на Саманта, и често бива оприличавана на прасе от популярните момичета. Скоро решава да промени това, присъединявайки се към Кобра Кай.

### Още персонажи
- Димитри – зубър и неудачник, който отказва да се присъедини към Кобра Кай, но отива в Мияги-До
- Аманда ЛаРусо – съпруга на Даниел
- Джон Крийз – сенсей на Лорънс, както и злонамерен учител по карате
- Мун – гадже на Хоук от втори сезон, която го напуска заради гнева му, но това отприщва агресията му
- Кармен – майка на Мигел
- Ясмин – популярно и богато, но надменно момиче
- Кайлър – бившо гадже на Саманта, побойник
- Шанън – майка на Роби
- Антъни – брат на Саманта и син на Даниел
- Луи ЛаРусо – братовчед на Даниел